# Alexander Kusmitsch Wustin

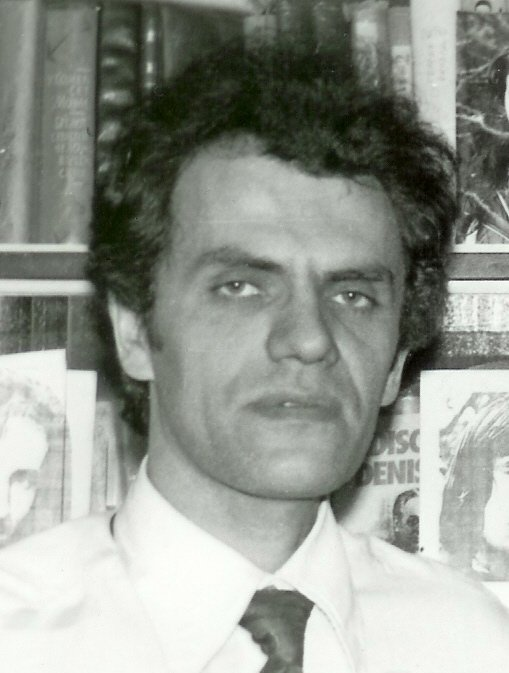
Alexander Wustin 1983

Alexander Kusmitsch Wustin (russisch Александр Кузьмич Вустин, wiss. Transliteration Aleksandr Kuz'mič Vustin; * 24. April 1943 in Moskau, Sowjetunion; † 19. April 2020 ebenda, Russland) war ein sowjetischer und russischer Komponist.

## Leben
Wustin nahm von 1957 bis 1961 zunächst Unterricht bei Grigori Frid. Danach studierte er am Moskauer Konservatorium, wo er, gefördert von Edisson Denissow und Sofia Gubaidulina, 1969 im Fach Komposition bei Wladimir Fere abschloss. Anschließend arbeitete er als Musikredakteur, bis 1974 beim Allunions-Radio, danach beim Verlag Kompozitor. 1989/1990 gehörte Wustin mit Edison Denissow, Jelena Firsowa und Dmitri Smirnow zu den Neubegründern der ASM-2, der Assoziation für zeitgenössische Musik (Ассоциация Современной Музыки). Diese Komponistenvereinigung stand in Opposition zum alten, offiziellen Berufsverband und sah sich in der Nachfolge der ASM-1, der gleichnamigen, 1931 unter Stalin verbotenen Vereinigung. Nach der Spaltung dieser Gruppe Mitte der 1990er Jahre wurden seine Werke nur noch selten gespielt. Auf Betreiben des Dirigenten Wladimir Jurowski wurde Wustin 2016 zum Composer in Residence am Staatlichen Akademischen Sinfonieorchester Russlands ernannt, das wieder eine Reihe seiner Kompositionen zur Aufführung brachte. 2019 kam auch Wustins Oper Der verliebte Teufel (1989) unter Jurowskis Leitung am Stanislawski- und Nemirowitsch-Dantschenko-Musiktheater zur Uraufführung, ein später Erfolg, 30 Jahre nach Vollendung des Werks. Im April 2020 starb Wustin in Moskau an einer Lungenentzündung, anderen Angaben zufolge an einer Covid-19-Infektion.

## Schaffen
Wustin hinterließ Orchester-, Kammer- und Vokalmusik. Daneben entstand auch Filmmusik, so zu Der Erpresser (1987) und Anna Karamazoff (1991). Seine Oper Der verliebte Teufel, an der er seit 1975 gearbeitet hatte, wurde sein Lebenswerk. Sie erzählt nach einem phantastischen Roman des Franzosen Jacques Cazotte eine Art Faust-Drama. Stilistisch werden seiner Musik, etwa der Komposition Das Wort (1975) für Bläser und Schlagzeug, zum Teil schamanische und rituelle Züge zugeschrieben. Schlagwerk-Gruppen erzeugen in vielen seiner Werke oft dramatische Klangeffekte. Die Musikwissenschaftlerin Valeria Tsenova beschreibt seine Musik mit einem Zitat aus seiner Oper: „Das Schlachtfeld ist die Seele.“
Wustin entwickelte eine eigenwillige Variante der Zwölftontechnik. Daneben ließ er sich von der alten russischen Volks- und Kirchenmusik inspirieren. Wustin war mütterlicherseits jüdischer Herkunft, auch Einflüsse dieser Tradition lassen sich in seinem Werk nachweisen. Saizews Brief (1990) wiederum kann als politisches Statement gelesen werden, denn Wustin vertonte hier den in der Zeitschrift Ogonjok veröffentlichten Brief eines 17-jährigen Jungen, der von Gewalterfahrungen in einem sowjetischen Arbeitslager berichtet.
Aufgeführt wurden Wustins Werke u. a. bei den Tagen für Neue Musik Zürich, dem Holland Festival, den Présences Paris, der Musik-Biennale Berlin, den Donaueschinger Musiktagen, dem Maraton Soudobé Hudby Prag und dem Moskauer Herbst. Neben Wladimir Jurowski zählten zu Wustins Interpreten Gidon Kremer, Friedrich Lips, Tabea Zimmermann, Claude Delangle, das Moscow Contemporary Music Ensemble, Dirigenten wie Reinbert de Leeuw, Martyn Brabbins und Eri Klas, das BBC Symphony Orchestra, die Deutsche Kammerphilharmonie Bremen und das Staatliche Akademische Sinfonieorchester Russlands.

„In jedem seiner Werke offenbaren sich seine individuellen, unnachahmlichen Züge. Wustin gehört keiner Schule an und läuft keiner Mode hinterher, sondern verfolgt treu seine eigene Linie, was in unserer Zeit von besonders hohem Wert ist.“